# 中尾友昭
中尾 友昭（なかお ともあき、1949年（昭和24年）9月17日 - ）は、日本の政治家、税理士。山口県下関市長（2期）、山口県議会議員（1期）、下関市議会議員（1期）などを務めた。

## 来歴
山口県下関市に男4人兄弟の長男として生まれた。父は下関漁港の鮮魚仲卸人。1962年3月、下関市立神田小学校卒業。1965年3月、下関市立向洋中学校卒業。1968年3月、下関市立下関商業高等学校卒業。同年4月、下関唐戸魚市場入社。
1972年4月、中央大学法学部通信教育課程入学。1973年、下関唐戸魚市場退職。築地魚市場、寿司屋、レストラン等でアルバイトをしながら中央大学と専門学校へ通い、充実した東京生活を送った。
1975年11月、下関唐戸魚市場再入社。働きながら専門学校で税理士の勉強を継続した。1979年3月、中央大学法学部通信教育課程卒業。1990年3月、下関唐戸魚市場取締役に就任。1997年から1998年まで下関法人会青年部会長を務めた。1999年4月、下関市議会議員初当選。同年10月、東亜大学大学院入学（企業法学専攻）。2001年9月、東亜大学大学院修了。2002年5月に税理士登録する。
2003年4月、山口県議会議員選挙に下関市選挙区から出馬し初当選。在職中は「新政クラブ」に所属。2005年、山口県議会議員を1期目の任期途中で辞職。下関市長選挙に無所属で出馬したが、現職の江島潔下関市長に僅差で敗れる。落選後、中尾友昭税理士事務所を開設。2007年3月、ハートフーズ21副社長に就任。同年6月、大分県佐伯市の中嶋水産社長に就任。同年9月、下関市立大学非常勤講師着任。2008年6月、TKC全国会中央研修所常任講師着任。
2009年3月15日に行われた下関市長選挙に林芳正参議院議員（山口県選挙区選出）らの支援を受けて立候補。安倍晋三元首相らが推した元山口県議会議員の友田有らを破り、初当選した（江島潔下関市長は不出馬）。
2011年4月、下関市立大学大学院入学。研究課題は地域内分権。2012年、下関市立大学非常勤講師着任。
2013年3月10日に行われた下関市長選挙に2期目を目指し立候補。県議や市議の多くの支持を得て、新人で前下関市議の西本健治郎を破り再選を果たす。2015年4月、中央大学大学院客員講師着任。2016年4月、関西学院大学大学院経営戦略研究科客員教授着任。
2017年3月12日に行われた下関市長選挙に3期目を目指し立候補。実績と市政継続の必要性を強調したが、自民党の党籍証明を受けて出馬した前下関市議（安倍晋三の元秘書）の前田晋太郎に敗れた。
2019年、旭日小綬章受章。

## 人物

### 人柄
所有資格・免許は税理士、ふぐ処理師（山口県）、地方監査会計技能士（英国勅許公共財務会計協会）、空手道四段、柔道初段、居合道初段。得意なことはふぐ刺しの菊盛。住所は山口県下関市彦島角倉町3丁目。

### 税理士
父親の跡をついで魚屋になるつもりで商業高校に進学したのが簿記との出会いである。漁師や養殖業者の経営のアドバイザーとして活躍する「長靴をはいた税理士」となることが夢だった。働きながら試験を受け続け、最初の合格科目の簿記論から25年かかって、税理士試験を突破して2002年5月に税理士登録。市長時代に中尾は市役所職員に簿記を奨励していた。

### 家族
妻と子供3人がいる。

## 騒動

### 修士論文を巡るトラブル
中尾は2011年より下関市立大学大学院経済学研究科に在学しており、2015年に修士論文の代わりとなる「特定の課題についての研究の成果」として「下関市における地域内分権への挑戦」と題する自分史や自身の人生哲学などを盛り込んだエッセイ風の文章を提出。しかし、審査の結果不合格となり、単位取得満期退学となる事が決まった。中尾は「納得がいかない」と大学を批判し、情報公開請求を行なうと表明。同時に、同じ文章を出身校である東亜大学大学院に博士論文として提出し、博士の学位取得を目指すと表明した。

## 政策・主張
- 2009年の下関市長選挙では、旧市内（特に唐戸地区）に配慮した政策を掲げる。中尾が掲げていた政策は、その多くが江島潔前市長の下での諸政策を転換する内容のものであった。江島市政の下で進められていた、下関市役所本庁舎の唐戸から新下関への移転・建て替え計画を白紙撤回し、本庁舎を補修・耐震補強の上で継続して使用する旨を公約に掲げ、選挙後もその方針を強調した[12]。またこれに連動して、旧豊浦郡4町の市役所総合支所の権限強化を進める方針を示している。
- 一方で、あるかぽーとへの商業施設建設計画については、選挙公約では計画の白紙撤回、あるかぽーとの芝生公園化を掲げていたが、下関市長就任後の下関市議会での所信表明においては、当初の事業計画の継続を示唆した[13]。